# Chrysogaster mediterraneus
Chrysogaster mediterraneus är en tvåvingeart som beskrevs av Ante Vujic 1999. Chrysogaster mediterraneus ingår i släktet ängsblomflugor, och familjen blomflugor. Inga underarter finns listade i Catalogue of Life.